# Gamma Pegasi
Pour les articles homonymes, voir Algenib.
Désignations
Gamma Pegasi (en abrégé γ Peg), également nommée Algenib, est une étoile variable de troisième magnitude de la constellation de Pégase. Elle est située dans l'angle inférieur gauche du Grand carré de Pégase. D'après la mesure de sa parallaxe annuelle par le satellite Hipparcos, l'étoile est située à environ 390 années-lumière de la Terre.

## Nomenclature et histoire

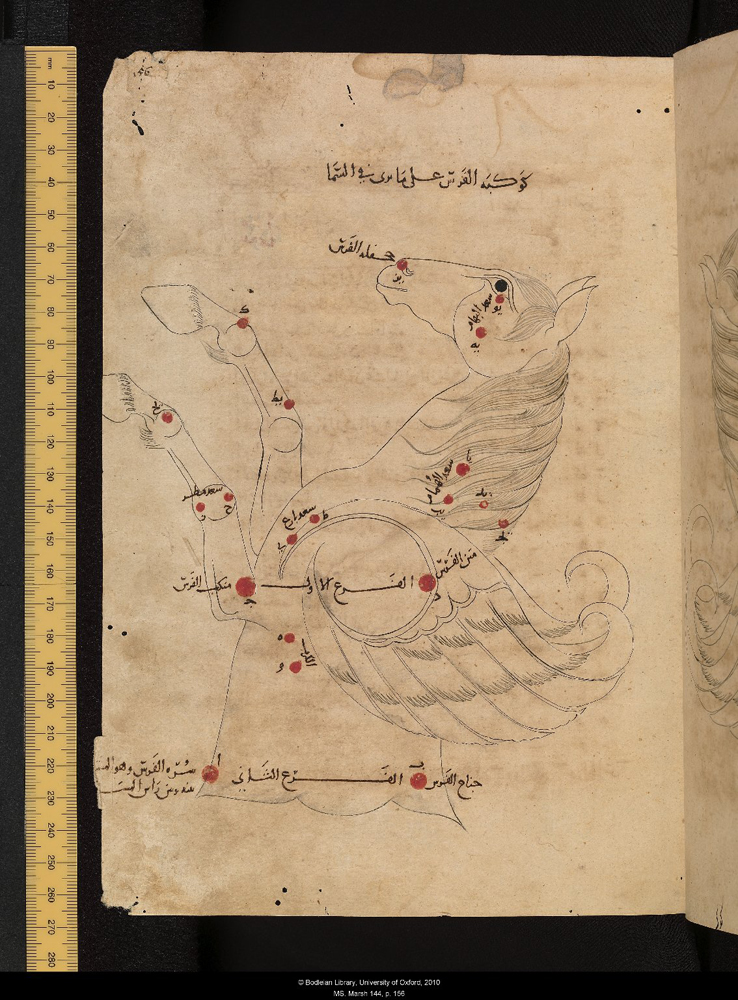
la figure de الفرس al-Faras, dans une édition du traité de ᶜAbd al-Raḥmān al-Sūfī al-Ṣūfī ca. 1009, Bodleian Library, Oxford.

γ Pegasi, latinisé Gamma Pegasi, est la désignation de Bayer de l'étoile. Elle porte également la désignation de Flamsteed de 88 Pegasi.
Algenib est aujourd’hui le nom approuvée pour γ Peg par l’Union astronomique internationale (UAI) On pourrait imaginer que c’est l’arabe الجنب al-Ğanb, « le Flanc », mais ce n’est pas le cas. En fait, cette étoile, située « au bout de l’aile » (ἐπὶ ἄκρου τοῦ πυέρου), dans la Μαθηματική σύνταξις de Ptolémée, est placée par les Arabes sur l’astrolabe sous le nom de جناح الفرس Ğanāh al-Faras, « l’Aile du Cheval », ainsi que le signale ᶜAbd al-Raḥmān al-Ṣūfī,. 
On lit Gena alfaraz sous la plume de Yehūda b. Mošè (ca. 1270), puis yenahalferaz dans un traité de l’astrolabe dédicacé au pape Clément VI et daté de 1342. Alors que tous les textes médiévaux et jusqu’à l’Uranometria de Johann Bayer (1603) donnent in estremâ alâ, on ne sait comment on passe, du nom correctement transcrit au XIXe siècle à Algenib, arab. lucida in extema ala chez Giovanni Battista Riccioli (1665) qui, en notant vel in late Persei, voie bien qu’il y a confusion avec γ Per, qui l’arabe الجنب ‘’al-Ğanb’’, « le Flanc », que Jean de Londres notait ‘’algemb .i. latus persei dextrum’’. Repris par des catalogues suivants, notamment celui de John Flamsteed (1725), il est relevé par Richard Hinckley Allen (1899), qui signale bien ‘Al Janāḥ’ comme son origine arabe, et il sert dans plusieurs catalogues du XXe siècle,.

## Propriétés
Gamma Pegasi est classée comme une étoile sous-géante bleu-blanc de type spectral B2IV. C'est à la fois une variable de type Beta Cephei (β Cep) ainsi qu'une étoile de type B à pulsation lente (SPB) dont la magnitude apparente varie entre +2,82 et +2,86. En effet, elle est située à l'intersection des deux bandes d'instabilité de ces variables pulsantes. La période principale de variation pour les oscillations de type β Cep est de 3,64 h, tandis que celle pour les variations de type SPB est de 1,47 jour.
Gamma Pegasi est 8,8 fois plus massive que le Soleil et elle est âgée d'environ 22 millions d'années. Sa luminosité totale vaut environ 6 000 fois celle du Soleil, son rayon est égal à 5,4 fois celui du Soleil et sa température de surface est de 22 000 K. L'étoile apparaît tourner très lentement sur elle-même, ne montrant qu'une vitesse de rotation projetée de 8 km/s. Soit sa rotation est réellement peu élevée, soit elle est vue par les pôles depuis la Terre.
Il a été proposé que Gamma Pegasi soit une binaire spectroscopique, sur la base de variations de sa vitesse radiale. Les variations observées s'expliquent en réalité par les oscillations intrinsèques de l'étoile, et ne sont pas provoquées par la présence d'un compagnon en orbite.